# Tucupi

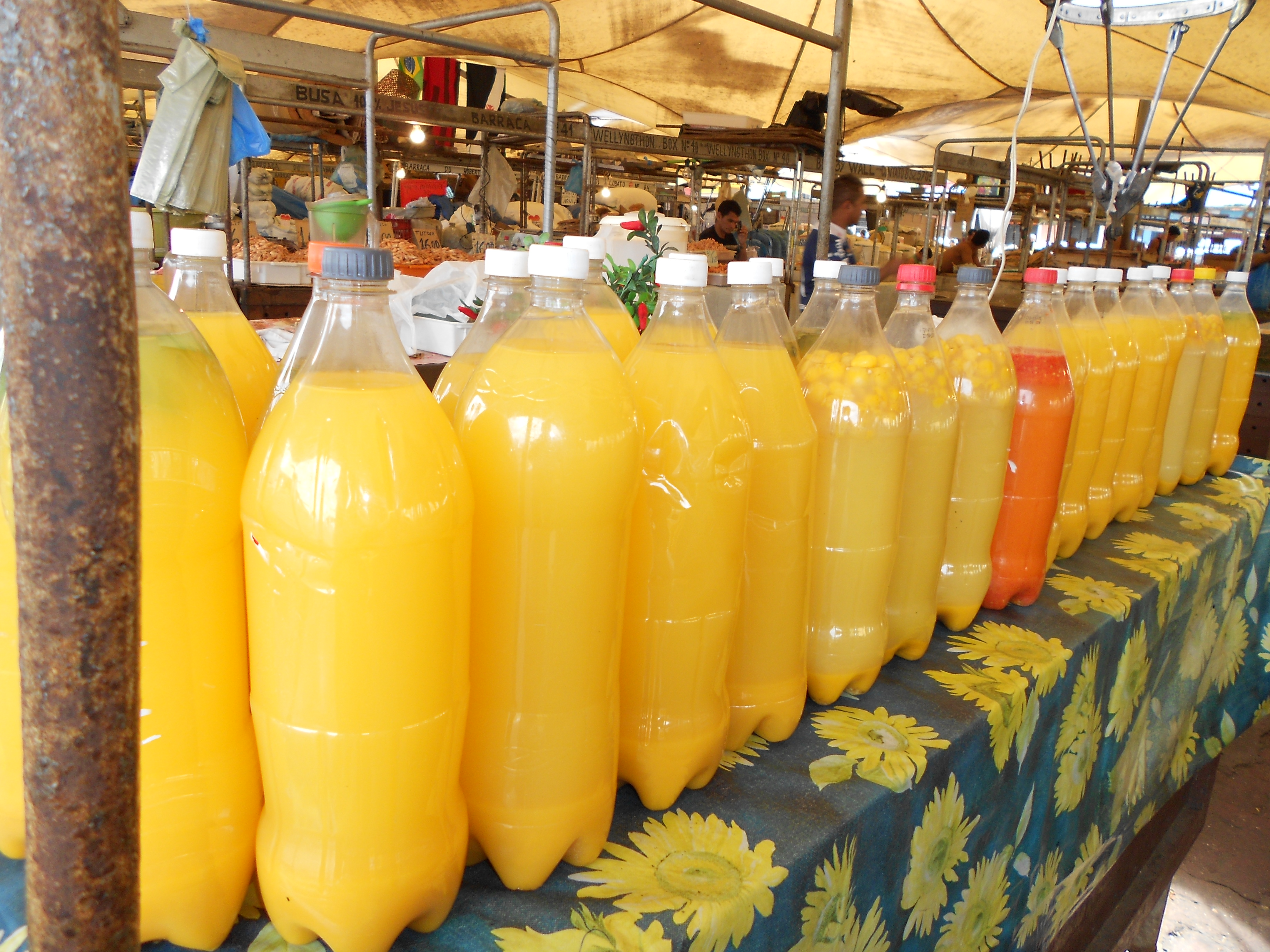
Molho de tucupi em feira.

Tucupi é o sumo amarelo extraído da raiz da mandioca brava quando descascada, ralada e espremida (tradicionalmente usando-se um tipiti). Depois de extraído, o caldo "descansa" para que o amido (goma) se separe do líquido (tucupi).  Inicialmente venenoso devido à presença do ácido cianídrico, o líquido é cozido (processo que elimina o veneno) e fermentado de 3 a 5 dias para, então, ser usado como molho na culinária.
O amido, também chamado polvilho é separado do líquido e lavado e decantado em diversas águas. Após ser seco, é esquentado no forno, formando grânulos, a chamada tapioca.

## Etimologia
O primeiro registro da palavra data do século XVIII sob a forma tykupy. Conforme uma etimologia proposta por Marcel Twardowsky Ávila, o nome teria sua origem última no tupi antigo, sendo uma composição de tyku, líquido, e upi, ou upir, que significa "que sobe". Conforme o autor, "a sugestão etimológica apresentada leva em conta que o tucupi é preparado com a parte mais líquida do sumo da mandioca, que fica em suspensão no recipiente no qual é coletado. Essa parte é separada da goma, parte mais densa, por decantação."

## Lenda
Reza a lenda que Jacy (Lua) e Iassytatassú (Estrela d'alva), combinaram visitar o centro da Terra. Quando foram atravessar o abismo, Caninana Tyiiba mordeu a face de Jacy. Jacy derramou suas lágrimas sobre uma plantação de mandioca. Depois disso o rosto de Jacy ficou marcado para sempre pelas mordidas de Caninana. A partir das lágrimas de Jacy, surgiu o tycupy (tucupi).

## Usos
Muito presente na mesa dos brasileiros da região Norte, o pato no tucupi é previamente assado e após destrinchado, é levado a uma fervura leve num molho de tucupi, pimenta de cheiro, cheiro verde, alfavaca e jambu (ver: Spilanthes).
Tacacá é outra especialidade da culinária amazônica, principalmente "cultuado" pelos acreanos, paraenses, amazonenses, amapaenses; e em menor escala pelos rondonienses, tocantinenses e roraimenses. Servido numa cuia natural, o tucupi fervente é derramado sobre uma goma feita a partir do amido da mandioca. Acrescenta-se uma porção generosa das folhas de jambu e camarão rosa para completar o prato.